# Egyházmegye

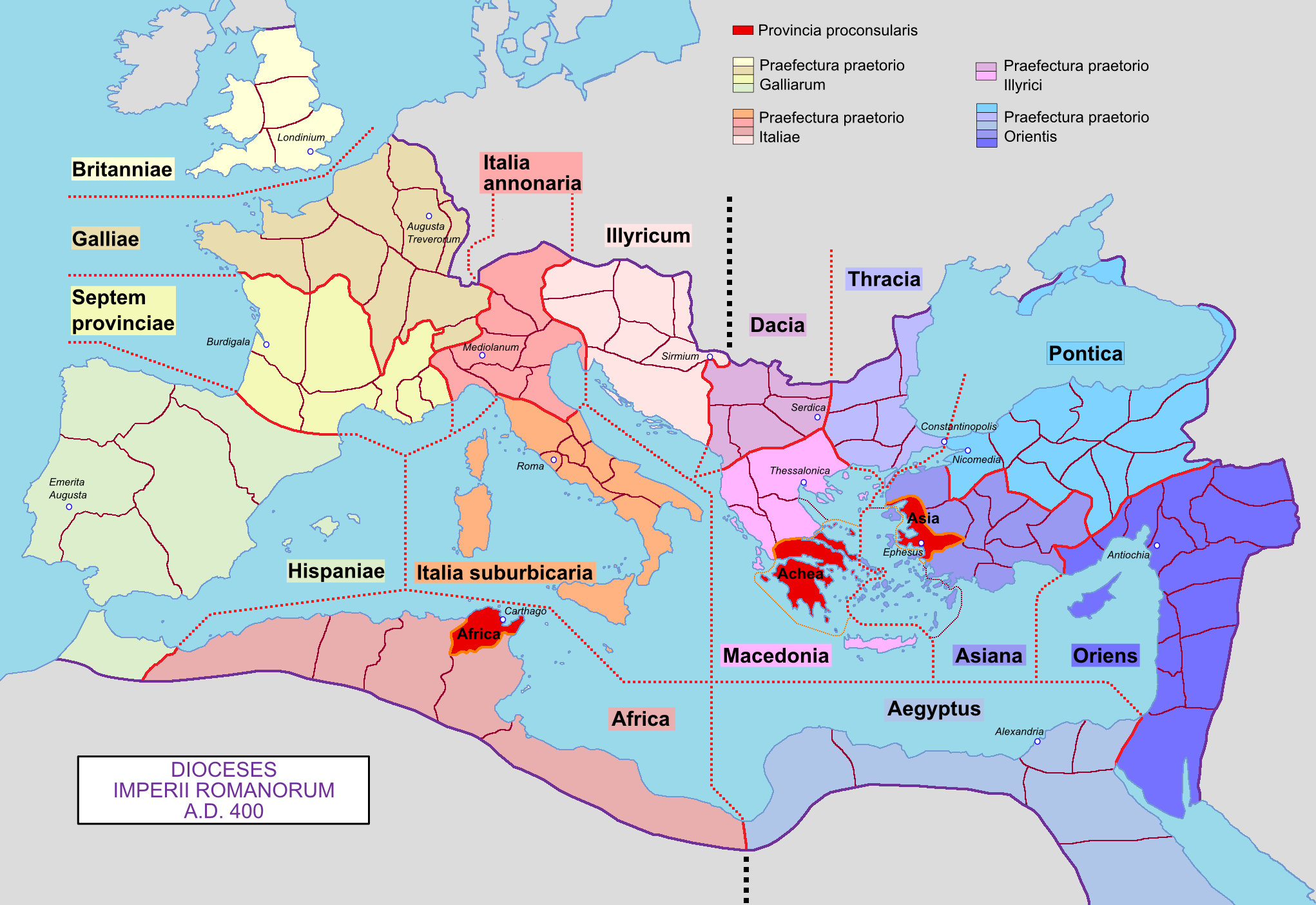
Egyházmegyék a Római Birodalom területén 400 körül, Diocletianus római császár állami közigazgatási struktúrájának régióit, egy tartományi helytartó által kormányzott kerületeket (dioecesis) követve alakultak ki az egyházmegyék

Az egyházmegye egyházkormányzati egység a történelmi keresztény egyházakban. A katolikus és ortodox egyházakban a püspök vezeti, ezért másik neve püspökség (latin nyelven dioecesis, görög szóval eparchia). A protestáns egyházakban az egyházmegye szó használata ettől eltér, kisebb egyházszervezeti egységet jelöl.

## A katolikus egyházmegye

### Helye az egyházszervezetben
A katolikus egyház három alapvető egyházkormányzati szintje – felülről lefelé haladva – a világegyház (vezetője a pápa), az egyházmegye (vezetője a püspök) és a plébánia (vezetője a plébános, a bizánci rítusú egyházmegyékben parókus). Elsődlegesen ezeken keresztül történik az egyház irányítása, ezek vezetőinek van valódi és saját egyházkormányzati hatalma (iurisdictio). Minden ezek közötti, alá-, fölé- vagy mellérendelt szint csak másodlagos, gyakran nem feltétlenül kell léteznie (például a püspök nem köteles egyházmegyéjében főesperességeket létrehozni, csak ha lelkipásztori vagy szervezési okból indokoltnak látja), vagy ideiglenes (például a plébániák létesítését szűkebb jogkörű lelkészségek, illetve missziós állomások létrehozása előzheti meg), illetve hatásköre korlátozottabb (például az érseknek – a pápával ellentétben – nincs közvetlen beavatkozási joga az egyháztartományába tartozó egyházmegyék püspökeinek intézkedéseibe).
Mindazonáltal általában több egyházmegye egy egyháztartományt (érseki tartomány, a bizánci rítusú egyházmegyék esetében metropólia) alkot. Ennek vezetője az érsek (bizánci rítusban a metropolita), akinek saját egyházmegyéje a főegyházmegye címet viseli. (Az érseki rang székhez és nem személyhez kötött, tehát a főegyházmegyék irányítására szóló püspöki kinevezés egyben mindig érseki kinevezés is.)
Vannak az egyházmegyével azonos szintű olyan egyházkormányzati egységek is, amelyeknek ordináriusa (vezetője) korlátozottabb joghatósággal rendelkezik, állandóságuk vagy önállóságuk nem olyan erős. Ilyenek például a területi apátság, az apostoli adminisztratúra, az apostoli exarchátus stb. Az egyházszervezet leírásakor gyakran ezeket is az egyházmegyék között sorolják fel.
A katolikus egyházmegyék kisebb egységei a főesperességek, melyek esperességekre vagy esperesi kerületekre tagolódnak tovább. (Az esperesi hivatal személyhez és nem székhez kötött, tehát bár az egyes esperességek gyakran – noha nem feltétlenül – hagyományos székhelyükről vannak elnevezve, de az erre a plébániára szóló plébánosi kinevezés még nem jelent automatikusan esperesi kinevezést is; lehetséges, hogy az esperesi kinevezést a kerület egy másik plébániájának plébánosa kapja.) Az esperességek alatti szinten a katolikus egyházkormányzat legkisebb és legalapvetőbb egységei, a plébániák találhatók, melyeknek hálózata az egész Földet lefedi.
Az egyházmegyék felállítása (létrehozása), megszüntetése, összevonása, átalakítása, érseki székek illetve tartományok létrehozása és minden hasonló intézkedés – ugyanúgy, mint a püspökök kinevezése – egyedül a Szentszéknek fenntartott jog, és pápai bullával történik. Egyes országokban – így valaha a Habsburg Birodalomban és az Osztrák–Magyar Monarchiában is – az uralkodó e jogok egy részét magának tartotta fenn. Így például Mária Terézia számos egyházmegyét alapított. Ezek az alapítások azonban egyházjogilag csak a pápa megerősítő bullájával váltak érvényessé.

### Hatásköre
A püspökség kormányzata alá tartoznak a területén levő egyházi intézmények, szervezetek, mindenekelőtt a plébániák (a bizánci rítusú egyházmegyékben parókiák).

### Története Magyarországon

#### A római katolikus egyházmegyék
Magyarországon Szent István király hozta létre az első püspökségeket a vármegyerendszerrel párhuzamosan. Akkoriban több vármegye osztozott egy püspökség területén úgy, hogy a külső határaik egybeestek. Egy-egy vármegye területe alkotott egy esperességet. Idővel ezek főesperességekké váltak, amelyeken belül több kisebb területű esperességet alakítottak ki. Később a vármegyék és a főesperességek határai már nem estek feltétlenül egybe. Szent István azonban egy független egyháztartomány[érsekség] létrehozására is törekedett. A korabeli felfogás szerint azt a világi államot tekintették önállónak, amely saját egyháztartománnyal 
rendelkezett, és így templomait önálló érsekség fogta össze. Az új 
birodalom koncepciója hozzájárult ahhoz, hogy pápa és a császár közreműködésével az 1000. 
esztendőben a gnieznói érsekség létrehozásával először a lengyel területek váltak le a német 
birodalmi egyházról. A lengyel példát követve röviddel ezt követően Szent István felvette a kapcsolatot II. Szilveszter pápával és III. Ottóval az önálló magyar érsekség engedélyezése 
érdekében. prilisában egy Ravennában tartott zsinaton a pápa engedélyt adott az önálló magyar érsekség létrehozására.
A török hódoltság ideje alatt a hódoltsági területeken elméletben fennmaradt az egyházmegyerendszer, a püspökségekre épülő lelkipásztori ellátás azonban a gyakorlatban nagyon meggyengült. A pasztorális szolgálatot az e területeken bizonyos szabadsággal mozgó ferences barátok, illetve néhol jezsuiták tudták ellátni, akiknek vezetőit a hódoltsági területek egyházmegyéinek élén álló, de a királyi Magyarország területén élő püspökök esetenként helynökeiknek nevezték ki. Egyházmegyei keretben működő papok ebben az időszakban a török uralom alatt álló vidékeken csak szórványosan, a váci és az egri egyházmegyék területén láttak el plébániákat. Mivel az esztergomi főegyházmegye székhelye és területének kisebb, dunántúli része a korszak jelentős részében török uralom alatt volt, viszont az érsekség területének nagyobb, felvidéki része kívül maradt az állandó megszállás hatókörén, ezért Esztergom eleste után az érsek Nagyszombatba tette át székhelyét, és ez a helyzet Buda visszafoglalása után is, egészen 1820-ig fennmaradt. Nagyszombat érseki székhely mivoltának hagyománya hatással van a jelenlegi szlovákiai egyházszervezet elrendezésére is.
Végig a középkor folyamán egyes helységek, plébániák alapításukkor vagy később megkapták azt a sajátos kiváltságot, hogy egyházkormányzatilag nem a területileg illetékes egyházmegyéhez, hanem az esztergomi érsek alá tartoztak, noha az ország más részén feküdtek. Az újkorra már száz fölé nőtt az ilyen exemptiók (a területileg illetékes püspök joghatósága alól való kivételek) száma. Ezt a helyzetet 1771-ben számolták fel, amikor az összes ilyen exempt jogállású esztergomi főegyházmegyés plébániát a területileg illetékes egyházmegyéhez csatolták.
A török kiűzése után fokozatosan történt meg a volt hódoltsági területeken az egyházszervezet visszaállítása. Az egyházmegyei rendszer nagyobb arányú modernizálására Mária Terézia tett kísérletet, amikor a különösen nagy területű esztergomi főegyházmegye és veszprémi egyházmegye, valamint a győri és zágrábi egyházmegyék területéből kihasítva létrehozta a besztercebányai, rozsnyói, szepesi, székesfehérvári és szombathelyi püspökségeket. 1804-ben történt meg az egri egyházmegye érsekségi rangra emelése, miközben területéből kiszakítva létrejött a kassai és a szatmári egyházmegye, melyek érseki tartományába kerülve szuffragáneus egyházmegyéi lettek.
A trianoni békediktátumot követően az új országhatár számos egyházmegye területét átszelte. Az utódállamok politikai vezetése igyekezett elérni a Vatikánnál, hogy a Magyarországon maradt székhelyű egyházmegyék határon túlra került területrészeiből az új államok érdekeihez igazodó, minél önállóbb egyházszervezeti egységek jöjjenek létre. Ezek a törekvések fokozatosan értek el sikereket. A legnagyobb horderejű ilyen kérdés az esztergomi főegyházmegye akkori 481 plébániájából Szlovákiához került 393 plébánia esete volt. Ezek 1922-től Nagyszombat székhellyel egy apostoli adminisztratúrába szervezve, de jogilag még az esztergomi érsek fennhatósága alatt működtek, 1937-ben azonban hivatalosan is leválasztották őket Esztergomtól. Fordított helyzetben, a külföldre került székhelyű egyházmegyék Magyarországon maradt területei esetén a magyar fél – sem az egyház, sem az állam – érthető módon nem kívánta az egyházmegyék határait a trianoni határokhoz igazítani, így az ilyen egyházmegye-részek egyházjogilag továbbra is az elszakított területen működő püspök alá tartozó, de a gyakorlatban önálló, ideiglenes egyházkormányzati egységekként működtek. Ilyen volt például a szatmári egyházmegye anyaországban maradt 14 plébániájából szervezett, 1928 és 1939 között fennállt Mérki apostoli kormányzóság. A bécsi döntések nyomán újra Magyarországhoz került területek esetén a Szentszék többnyire gyorsan döntött a Trianon előtti egyházkormányzati állapot visszaállításáról.
A második világháború után az újból előállt helyzetben az ilyen területek évtizedekig ismét apostoli kormányzóságként működtek, azonban miután 1982-ben II. János Pál pápa egyházjogilag egyesítette őket a szomszédos magyarországi egyházmegyékkel, már egyre inkább csak hagyományaikban őrizték egykori különállásukat. Az egyházi nyelvezet ezeket a valamilyen fokban tiszteletben tartott önállóságot élvező területeket "északi rész" néven tartotta számon, aminek nyomai a liturgikus előírásokban a mai napig fellelhetők. Így volt a nagyváradi római katolikus egyházmegye határon belül maradt területe a csanádi egyházmegye, míg a kassai, a rozsnyói és a szatmári egyházmegyék anyaországban maradt részei az egri főegyházmegye három különálló "északi része".
A magyarországi római katolikus egyházmegyék rendszere legutóbb 1993-ban esett át nagymértékű változáson, amikor II. János Pál pápa május 30-án kelt Hungarorum Gens kezdetű apostoli konstitúciójával újrarendezte a püspökségek beosztását. Ekkor két új egyházmegye (a debrecen-nyíregyházi és a kaposvári) jött létre, valamint a veszprémi egyházmegye főegyházmegye (érsekség) rangra emelkedett, és ezzel létrejött az új veszprémi érseki tartomány. Emellett számos helyen jelentősen megváltoztak az egyházmegyék határai (ez sok esetben, de nem mindig a közigazgatási megyék területével való összehangolást jelentett). Voltaképpen ekkor történt meg a latin rítusú magyar egyházszervezet teljes hozzáigazítása a trianoni határokhoz.

#### A görögkatolikus egyházmegyék
A Magyar görögkatolikus egyház szervezetének kialakulása a Hajdúdorogi egyházmegye 1912-ben történt felállításával vette kezdetét, mely az esztergomi érsekségnek alárendelve jött létre. A trianoni döntés nyomán az eperjesi és a munkácsi görögkatolikus egyházmegyék Magyarország területén maradt parókiáiból a Szentszék 1924-ben hozta létre a Miskolci apostoli exarchátust. Ezt 2011-ben XVI. Benedek pápa rendelkezése alakította át úgy, hogy területe ettől kezdve Borsod-Abaúj-Zemplén megyével esik egybe. Ferenc pápa 2015. március 20-án az exarchátust Miskolci egyházmegye néven egyházmegyei rangra emelte, a hajdúdorogi egyházmegyéből pedig leválasztotta a Szabolcs-Szatmár-Bereg megyei részeket, és Nyíregyházi egyházmegye néven új püspökséget hozott létre belőlük, míg az eredeti püspökséget Debrecen székhellyel főegyházmegyei rangra emelte. Mivel így már rendelkezésre áll az önálló metropóliához megkívánt legalább három egyházmegye, a két új görögkatolikus egyházmegyét az új főegyházmegye szuffragáneusaként alárendelve megalakította a Magyarországi Sajátjogú Metropolitai Egyházat. Így a magyar görögkatolikusok egyházszervezete kikerült az esztergomi érseknek való alárendeltségből, és – hasonlóan a környező országok görögkatolikusainak helyzetéhez, ahol ez már korábban végbement – közvetlenül a Szentszékhez tartozó önálló keleti rítusú egyházzá vált (miközben püspökeik mint katolikus egyházi vezetők továbbra is tagjai a Magyar Katolikus Püspöki Konferenciának).

### A jelenlegi magyar katolikus egyházmegyei szervezet
Ma Magyarországon négy római katolikus érseki tartományban 12 egyházmegye, és rajtuk kívül két további exempt (egyháztartományba nem sorolt, közvetlenül az Apostoli Szentszék alá tartozó) egyházkormányzati egység, valamint egy görögkatolikus metropóliában három egyházmegye működik.

#### Mai római katolikus egyházmegyék Magyarországon

Magyarország katolikus egyházmegyéi (a térkép színezett területtel csak a tizenkét latin rítusú egyházmegyét jelöli)

Esztergom-Budapesti érseki tartomány:
- Esztergom-Budapesti főegyházmegye
- Győri egyházmegye
- Székesfehérvári egyházmegye

Kalocsa-Kecskeméti érseki tartomány:
- Kalocsa-Kecskeméti főegyházmegye
- Szeged-Csanádi egyházmegye
- Pécsi egyházmegye

Egri érseki tartomány:
- Egri főegyházmegye
- Váci egyházmegye
- Debrecen-Nyíregyházi egyházmegye

Veszprémi érseki tartomány:
- Veszprémi főegyházmegye
- Szombathelyi egyházmegye
- Kaposvári egyházmegye

Érseki tartományba be nem sorolt egyházmegye-szintű egyházkormányzati egységek:
- Katonai ordinariátus (tábori püspökség)
- Pannonhalmi Területi Főapátság

#### Mai görögkatolikus egyházmegyék Magyarországon
Hajdúdorogi metropólia:
- Hajdúdorogi főegyházmegye
- Miskolci egyházmegye
- Nyíregyházi egyházmegye

## A protestáns egyházmegye
Az evangélikus és a református egyházban az egyházmegyék a püspök (szuperintendens) és a világi főgondnok vagy egyházkerületi felügyelő irányítása alatt álló egyházkerületek alkotórészei, tehát a katolikus főesperességeknek felelnek meg. Élükön az esperes és a világi gondnok vagy egyházmegyei felügyelő áll. A hazai történelmi protestáns egyházak négy egyházigazgatási szintre tagozódnak: egyházközség, egyházmegye, egyházkerület, országos egyház vagy zsinat. Az unitárius egyházban egyházkör az egyházmegyéknek megfelelő szervezeti egységek hivatalos neve.

### Reformátusegyházkerületek és egyházmegyék a mai Magyarországon

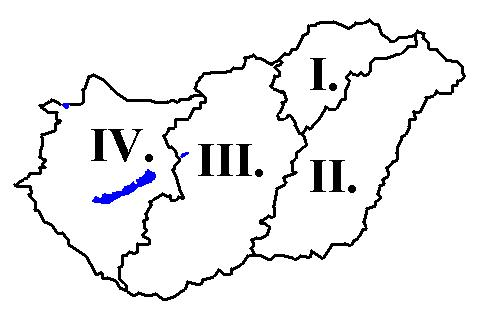
Református egyházkerületek Magyarországon, I. Tiszáninneni, II. Tiszántúli, III: Dunamelléki, IV.:Dunántúli

- A Tiszáninneni Református Egyházkerület (székhelye: Miskolc) egyházmegyéi:
  - Abaúji Református Egyházmegye
  - Borsod-Gömöri Református Egyházmegye
  - Egervölgyi Református Egyházmegye
  - Zempléni Református Egyházmegye
- A Tiszántúli Református Egyházkerület (székhelye: Debrecen) egyházmegyéi:
  - Békési Református Egyházmegye
  - Bihari Református Egyházmegye
  - Csongrádi Református Egyházmegye
  - Debreceni Református Egyházmegye
  - Hajdúvidéki Református Egyházmegye
  - Nagykunsági Református Egyházmegye
  - Nyírségi Református Egyházmegye
  - Szabolcs-Beregi Református Egyházmegye
  - Szatmári Református Egyházmegye
- A Dunamelléki Református Egyházkerület  (székhelye: Budapest) egyházmegyéi:
  - Baranyai Református Egyházmegye
  - Bács-Kiskunsági Református Egyházmegye
  - Budapest-Déli Református Egyházmegye
  - Budapest-Északi Református Egyházmegye
  - Délpesti Református Egyházmegye
  - Északpesti Református Egyházmegye
  - Tolnai Református Egyházmegye
  - Vértesaljai Református Egyházmegye
- A Dunántúli Református Egyházkerület (székhelye: Pápa) egyházmegyéi:
  - Mezőföldi Református Egyházmegye
  - Őrségi Református Egyházmegye
  - Pápai Református Egyházmegye
  - Somogyi Református Egyházmegye
  - Tatai Református Egyházmegye
  - Veszprémi Református Egyházmegye

### evangélikusegyházkerületek és egyházmegyék a mai Magyarországon
A magyarországi evangélikus egyházmegyék beosztása nagyjából követi a közigazgatási megyékét. Mindegyikük több évszázados hagyománnyal bír, régi nevük szeniorátus volt. Jelenlegi számuk: 17. Az egyházmegyei beosztást a legnagyobb mértékben 1952-ben változtatták meg. A legfiatalabb egyházmegyék, a soproni és a győr-mosoni, 2006-ban váltak el (újra) egymástól. Az egyházmegyéknek két elnöke van: az esperes és az egyházmegyei felügyelő. Mellettük fontos jogkörrel bír az egyházmegyei közgyűlés és a presbitérium. További egyházmegyei tisztségviselők: espereshelyettes, másodfelügyelő, gazdasági felelős, számvevőszéki elnök, evangelizációs és missziói felelős, ifjúsági felelős, Gusztáv Adolf Segélyszolgálati felelős, gyűjteményi felelős.
Az evangélikus egyházmegyéknek nincs rögzített székhelyük, ha egy lelkészt az egyházmegye gyülekezetei esperessé választanak, addigi gyülekezete lelkésze marad. A presbitériumi üléseket és a közgyűléseket is mindig más gyülekezetben tartják. Egyházmegyénként szerveződik a havonta minden lelkész részvételével ülésező Lelkészi Munkaközösség. Egy egyházmegyét körülbelül 7-26 egyházközség alkot, egy egyházkerületet pedig 5-6 egyházmegye.
- A Déli Evangélikus Egyházkerület (székhelye: Pest) egyházmegyéi: 
  - Bács-Kiskun Evangélikus Egyházmegye
  - Kelet-Békési Evangélikus Egyházmegye
  - Nyugat-Békési Evangélikus Egyházmegye
  - Pesti Evangélikus Egyházmegye
  - Tolna-Baranyai Evangélikus Egyházmegye
- Az Északi Evangélikus Egyházkerület (székhelye: Buda) egyházmegyéi:
  - Borsod-Hevesi Evangélikus Egyházmegye
  - Budai Evangélikus Egyházmegye
  - Dél-Pesti Evangélikus Egyházmegye
  - Észak-Pesti Evangélikus Egyházmegye
  - Hajdú-Szabolcsi Evangélikus Egyházmegye
  - Nógrádi Evangélikus Egyházmegye
- A Nyugati (Dunántúli) Evangélikus Egyházkerület (székhelye: Győr) egyházmegyéi:
  - Fejér-Komáromi Evangélikus Egyházmegye
  - Győr-Mosoni Evangélikus Egyházmegye
  - Somogy-Zalai Evangélikus Egyházmegye
  - Soproni Evangélikus Egyházmegye
  - Vasi Evangélikus Egyházmegye
  - Veszprémi Evangélikus Egyházmegye

Az egyházmegyékhez tartozó gyülekezetek felsorolása: Magyarországi evangélikus egyházközségek listája